# Campagne 2021-2023 de l'équipe de France féminine de football
Maillots
Chronologie
Saison précédente Saison suivante
La campagne 2021-2023 de l'équipe de France féminine de football fait suite à la saison 2019/2021 qui aurait dû se terminer par l'Euro 2021 mais qui a été reporté en 2022. Durant cette période la sélection française dispute, outre des matchs amicaux et l'Euro, des éliminatoires en vue de la qualification pour la Coupe du monde 2023.

## Historique

### Éliminatoires de la Coupe du monde
| Rang | Équipe         | Pts | J  | G  | N | P  | Bp | Bc | Diff |  | Résultats (▼ dom., ► ext.) |      |     |     |     |      |     |
| ---- | -------------- | --- | -- | -- | - | -- | -- | -- | ---- |  | -------------------------- | ---- | --- | --- | --- | ---- | --- |
| 1    | France         | 30  | 10 | 10 | 0 | 0  | 54 | 4  | +50  |  | France                     |      | 2-0 | 1-0 | 5-1 | 11-0 | 6-0 |
| 2    | Pays de Galles | 20  | 10 | 6  | 2 | 2  | 22 | 5  | +17  |  | Pays de Galles             | 1-2  |     | 0-0 | 5-0 | 4-0  | 6-0 |
| 3    | Slovénie       | 18  | 10 | 5  | 3 | 2  | 21 | 6  | +15  |  | Slovénie                   | 2-3  | 1-1 |     | 0-0 | 6-0  | 2-0 |
| 4    | Grèce          | 13  | 10 | 4  | 1 | 5  | 12 | 28 | -16  |  | Grèce                      | 0-10 | 0-1 | 1-4 |     | 3-0  | 3-2 |
| 5    | Estonie        | 6   | 10 | 2  | 0 | 8  | 7  | 43 | -36  |  | Estonie                    | 0-9  | 0-1 | 0-4 | 1-3 |      | 4-2 |
| 6    | Kazakhstan     | 0   | 10 | 0  | 0 | 10 | 4  | 34 | -30  |  | Kazakhstan                 | 0-5  | 0-3 | 0-2 | 0-1 | 0-2  |     |

## Statistiques

### Matchs de la campagne 2021-2023
Le tableau suivant liste les rencontres de l'équipe de France depuis la fin de la saison 2019/2021.
| No | Date              | Ville, stade                                | Adversaire           | Score             | Comp. | Buteuse(s) pour la France | Buteuse(s) pour l'adversaire           | Affluence |
| -- | ----------------- | ------------------------------------------- | -------------------- | ----------------- | ----- | --- | -------------------------------------- | --------- |
| 1  | 17 septembre 2021 | Patras, stade Pampeloponnisiako             | Grèce                | 0 - 10            | É.    | Majri 14e, Geyoro 15e 40e, Katoto 18e 25e 53e, Palama 30e (csc), Diani 38e, Asseyi 65e, Renard 90+2e (pen.)                                       | -                                      | -         |
| 2  | 21 septembre 2021 | Murska Sobota, Fazanerija City Stadium (en) | Slovénie             | 2 - 3             | É.    | Katoto 28e 60e, Majri 90+4e (pen.) | Prašnikar 20e, Zver 88e (pen.)         | -         |
| 3  | 22 octobre 2021   | Créteil, Stade Dominique-Duvauchelle        | Estonie              | 11 - 0            | É.    | Geyoro 5e, Katoto 15e, Périsset 25e (pen.), D.Cascarino 29e, Toletti 45e, Orav 52e (csc), Diani 53e, Tounkara 65e 72e, M.Saar 79e (csc), Dali 90e | -                                      | 4 366     |
| 4  | 26 octobre 2021   | Noursoultan, Astana Arena                   | Kazakhstan           | 0 - 5             | É.    | Katoto 9e 23e, Dali 17e, Malard 38e 54e | -                                      | -         |
| 5  | 26 novembre 2021  | Vannes, Stade de la Rabine                  | Kazakhstan           | 6 - 0             | É.    | Asseyi 5e, D.Cascarino 9e, Katoto 24e, Périsset 37e, Gauvin 72e (pen.), Dali 74e                                                                  | -                                      | 5 500     |
| 6  | 30 novembre 2021  | Guingamp, Stade de Roudourou                | Pays de Galles       | 2 - 0             | É.    | Diani 45+1e, Bacha 90e | -                                      | 8 123     |
| 7  | 16 février 2022   | Le Havre, Stade Océane                      | Finlande             | 5 - 0             | TdF.  | Westerlund 12e (csc), Malard 15e, Renard 33e 90e, Geyoro 57e                                                                                      | -                                      | 3 631     |
| 8  | 19 février 2022   | Caen, Stade Michel d'Ornano                 | Brésil               | 2 - 1             | TdF.  | Katoto 23e 59e | Marta 19e (pen.)                       | 12 050    |
| 9  | 22 février 2022   | Le Havre, Stade Océane                      | Pays-Bas             | 3 - 1             | TdF.  | Renard 33e (pen.), Katoto 25e 74e | Beerensteyn 50e                        | 5 231     |
| 10 | 8 avril 2022      | Llanelli, Parc y Scarlets                   | Pays de Galles       | 1 - 2             | É.    | Renard 31e, Katoto 56e | Ingle 71e                              | 4 753     |
| 11 | 12 avril 2022     | Le Mans, MMArena                            | Slovénie             | 1 - 0             | É.    | D.Cascarino 48e | -                                      | 10 103    |
| 12 | 25 juin 2022      | Beauvais, Stade Pierre-Brisson              | Cameroun             | 4 - 0             | A.    | Malard 31e, Mbock 37e, Sarr 57e 62e | -                                      | -         |
| 13 | 1er juillet 2022  | Orléans, Stade de la Source                 | Viêt Nam             | 7 - 0             | A.    | D.Cascarino 5e, Diani 11e 45+1e, Toletti 16e, Katoto 22e, Matéo 33e, Tounkara 68e                                                                 | -                                      | 6 094     |
| 14 | 10 juillet 2022   | Rotherham, New York Stadium                 | Italie               | 5 - 1             | C.E.  | Geyoro 9e 40e 45e, Katoto 12e, D.Cascarino 38e | Piemonte 76e                           | 8 541     |
| 15 | 14 juillet 2022   | Rotherham, New York Stadium                 | Belgique             | 2 - 1             | C.E.  | Diani 6e, Mbock 41e | Cayman 36e                             | 8 173     |
| 16 | 18 juillet 2022   | Rotherham, New York Stadium                 | Islande              | 1 - 1             | C.E.  | Malard 1re | Brynjarsdóttir 90+12e (pen.)           | 7 392     |
| 17 | 23 juillet 2022   | Rotherham, New York Stadium                 | Pays-Bas             | 1 - 0 ap          | C.E.  | Périsset 102e (pen.) | -                                      | 9 764     |
| 18 | 27 juillet 2022   | Milton Keynes, Stadium MK                   | Allemagne            | 2 - 1             | C.E.  | Frohms 44e (csc) | Popp 40e 76e                           | 27 445    |
| 19 | 2 septembre 2022  | Tallinn, A. Le Coq Arena                    | Estonie              | 0 - 9             | É.    | D.Cascarino 6e, Dali 17e (pen.), Sarr 24e 28e 45e 47e, Matéo 59e (pen.) 67e, Geyoro 83e                                                           | -                                      | -         |
| 20 | 6 septembre 2022  | Sedan, Stade Louis-Dugauguez                | Grèce                | 5 - 1             | É.    | Geyoro 9e, Diani 17e 45+9e, Malard 45e, Baltimore 59e                                                                                             | Kongouli 19e                           | -         |
| 21 | 7 octobre 2022    | Dresde, Stade Rudolf-Harbig                 | Allemagne            | 2 - 1             | A.    | Asseyi 19e (pen.) | Popp 44e 48e                           | 26 835    |
| 22 | 11 octobre 2022   | Göteborg, Gamla Ullevi                      | Suède                | 3 - 0             | A.    | - | Angeldal 1re, Ilestedt 60e, Janogy 78e | -         |
| 23 | 11 novembre 2022  | Alicante, Nucia Arena                       | Norvège              | 1 - 2             | A.    | Diani 22e, Asseyi 83e | Roman Haug 31e                         | -         |
| 24 | 15 février 2023   | Laval, Stade Francis-Le-Basser              | Danemark             | 1 - 0             | TdF.  | Bilbault 31e | -                                      | 7 409     |
| 25 | 18 février 2023   | Angers, Stade Raymond-Kopa                  | Uruguay              | 5 - 1             | TdF.  | Bussy 26e, Dali 34e, Renard 43e, Toletti 71e, Feller 79e                                                                                          | Gómez Montans 32e                      | 9 070     |
| 26 | 21 février 2023   | Angers, Stade Raymond-Kopa                  | Norvège              | 0 - 0             | TdF.  | - | -                                      | 11 445    |
| 27 | 7 avril 2023      | Clermont-Ferrand, Stade Gabriel-Montpied    | Colombie             | 5 - 2             | A.    | D.Cascarino 51e 73e, Le Sommer 56e 59e, Geyoro 90+1e                                                                                              | Arias 36e, Usme 50e                    | 11 309    |
| 28 | 11 avril 2023     | Le Mans, Stade Marie-Marvingt               | Canada               | 2 - 1             | A.    | Geyoro 51e, Le Garrec 64e | Huitema 71e                            | 14 201    |
| 29 | 6 juillet 2023    | Dublin, Tallaght Stadium                    | République d'Irlande | 0 - 3             | A.    | Lakrar 45+1e 61e, Le Sommer 45+3e | -                                      | 7 633     |
| 30 | 14 juillet 2023   | Melbourne, Marvel Stadium                   | Australie            | 1 - 0             | A.    | - | Fowler 66e                             | 50 629    |
| 31 | 23 juillet 2023   | Sydney, Sydney Football Stadium             | Jamaïque             | 0 - 0             | CM    | - | -                                      | 39 045    |
| 32 | 29 juillet 2023   | Brisbane, Lang Park                         | Brésil               | 2 - 1             | CM    | Le Sommer 17e, Renard 83e | Debinha 58e                            | 49 378    |
| 33 | 2 août 2023       | Sydney, Sydney Football Stadium             | Panama               | 3 - 6             | CM    | Lakrar 21e, Diani 28e 37e (pen.) 52e, Le Garrec 45+5e, Becho 90+10e                                                                               | Cox 2e, Pinzón 64e (pen.), Cedeño 87e  | 40 498    |
| 34 | 8 août 2023       | Adélaïde, Hindmarsh Stadium                 | Maroc                | 4 - 0             | CM    | Diani 15e, Dali 20e, Le Sommer 23e 70e | -                                      | 13 557    |
| 35 | 12 août 2023      | Brisbane, Lang Park                         | Australie            | 0 - 0 (7 - 6 tab) | CM    | - | -                                      | 49 461    |

| Score : - Match gagné - Match nul - Match perdu |
| Compétition : - A. = Match amical - TdF. = Tournoi de France 2022 puis 2023, amical - É. = Éliminatoires de la Coupe du monde féminine 2023, zone Europe - C.E. = Championnat d'Europe féminin de football 2022 - CM = Coupe du monde féminine de football 2023 |

### Buteuses
16 buts                 
- Marie-Antoinette Katoto ( Grèce x3,  Slovénie x2,  Estonie,  Kazakhstan x3,  Brésil x2,  Pays-Bas x2,  Pays de Galles,  Viêt Nam,  Italie)

13 buts              
- Kadidiatou Diani ( Grèce,  Estonie,  Pays de Galles,  Viêt Nam x2,  Belgique,  Grèce x2,  Norvège,  Panama x3,  Maroc)

11 buts            
- Grace Geyoro ( Grèce x2,  Estonie,  Finlande,  Italie x3,  Estonie,  Grèce,  Colombie,  Canada)

8 buts         
- Delphine Cascarino ( Estonie,  Kazakhstan,  Slovénie,  Viêt Nam,  Italie,  Estonie,  Colombie x2)

7 buts        
- Wendie Renard ( Grèce,  Finlande x2,  Pays-Bas,  Pays de Galles,  Uruguay,  Brésil)

6 buts       
- Ouleymata Sarr ( Cameroun x2,  Estonie x4)
- Melvine Malard ( Kazakhstan x2,  Finlande,  Cameroun,  Islande,  Grèce)
- Wendie Renard ( Grèce,  Finlande x2,  Pays-Bas,  Pays de Galles,  Uruguay)
- Kenza Dali ( Estonie,  Kazakhstan x2,  Estonie,  Uruguay,  Maroc)
- Eugénie Le Sommer ( Colombie x2,  République d'Irlande,  Brésil,  Maroc x2)

4 buts     
- Viviane Asseyi ( Grèce,  Kazakhstan,  Allemagne,  Norvège)

3 buts    
- Aïssatou Tounkara ( Estonie x2,  Viêt Nam)
- Ève Périsset ( Estonie,  Kazakhstan,  Pays-Bas)
- Clara Matéo ( Viêt Nam,  Estonie x2)
- Sandie Toletti ( Estonie,  Viêt Nam,  Uruguay)
- Maëlle Lakrar ( République d'Irlande x2,  Panama)

2 buts   
- Amel Majri ( Grèce,  Slovénie)
- Griedge Mbock ( Cameroun,  Belgique)
- Léa Le Garrec ( Canada,  Panama)

1 but  
- Selma Bacha ( Pays de Galles)
- Valérie Gauvin ( Kazakhstan)
- Sandy Baltimore ( Grèce)
- Charlotte Bilbault ( Danemark)
- Kessya Bussy ( Uruguay)
- Naomie Feller ( Uruguay)
- Vicki Becho ( Panama)

Contre son camp  (csc)
- Maria Palama
- Maria Orav
- Marie Saar
- Anna Westerlund
- Merle Frohms

### Passeuses
11 passes 
- Kenza Dali
  -  Estonie : à Aïssatou Tounkara x2 et Marie Saar  (csc)
  -  Kazakhstan : à Marie-Antoinette Katoto x2
  -  Cameroun : à Ouleymata Sarr
  -  Estonie : à Ouleymata Sarr
  -  Norvège : à Viviane Asseyi
  -  Uruguay : à Wendie Renard
  -  République d'Irlande : à Eugénie Le Sommer et Maëlle Lakrar

9 passes 
- Sakina Karchaoui
  -  Grèce : à Marie-Antoinette Katoto x2 et Viviane Asseyi
  -  Italie : à Delphine Cascarino
  -  Belgique : à Kadidiatou Diani
  -  Estonie : à Grace Geyoro
  -  Norvège : à Kadidiatou Diani
  -  Colombie : à Delphine Cascarino
  -  Maroc : à Kadidiatou Diani

8 passes 
- Clara Matéo
  -  Finlande : à Melvine Malard et Wendie Renard
  -  Cameroun : à Melvine Malard
  -  Viêt Nam : à Sandie Toletti
  -  Belgique : à Griedge Mbock
  -  Islande : à Melvine Malard
  -  Colombie : à Grace Geyoro
  -  Panama : à Maëlle Lakrar

7 passes 
- Delphine Cascarino
  -  Kazakhstan : à Melvine Malard
  -  Kazakhstan : à Marie-Antoinette Katoto
  -  Pays de Galles : à Kadidiatou Diani
  -  Viêt Nam : à Marie-Antoinette Katoto et Kadidiatou Diani
  -  Colombie : à Eugénie Le Sommer
  -  Canada : à Grace Geyoro

- Kadidiatou Diani
  -  Grèce : à Maria Palama  (csc)
  -  Estonie : à Delphine Cascarino
  -  Brésil : à Marie-Antoinette Katoto
  -  Pays-Bas : à Marie-Antoinette Katoto
  -  Viêt Nam : à Delphine Cascarino
  -  Brésil : à Eugénie Le Sommer
  -  Maroc : à Kenza Dali

6 passes 
- Sandie Toletti
  -  Grèce : à Grace Geyoro et Marie-Antoinette Katoto
  -  Kazakhstan : à Melvine Malard
  -  Pays de Galles : à Wendie Renard
  -  Italie : à Grace Geyoro
  -  Grèce : à Kadidiatou Diani

5 passes 
- Sandy Baltimore
  -  Slovénie : à Marie-Antoinette Katoto
  -  Finlande : à Anna Westerlund  (csc) et Wendie Renard
  -  Slovénie : à Delphine Cascarino
  -  Grèce : à Kadidiatou Diani

3 passes 
- Marion Torrent
  -  Cameroun : à Ouleymata Sarr
  -  Viêt Nam : à Aïssatou Tounkara
  -  Estonie : à Ouleymata Sarr

- Ève Périsset
  -  Estonie : à Marie-Antoinette Katoto
  -  Kazakhstan : à Kenza Dali
  -  Panama : à Vicki Becho

2 passes 
- Grace Geyoro
  -  Pays-Bas : à Marie-Antoinette Katoto
  -  Grèce : à Sandy Baltimore

1 passe 
- Charlotte Bilbault
  -  Grèce : à Amel Majri

- Amel Majri
  -  Slovénie : à Marie-Antoinette Katoto

- Perle Morroni
  -  Estonie : à Kadidiatou Diani

- Kessya Bussy
  -  Estonie : à Clara Matéo

- Wendie Renard
  -  Uruguay : à Kenza Dali

- Estelle Cascarino
  -  Uruguay : à Sandie Toletti

- Lindsey Thomas
  -  Uruguay : à Naomie Feller

- Selma Bacha
  -  Brésil : à Wendie Renard

- Vicki Becho
  -  Maroc : à Eugénie Le Sommer

## Classement FIFA
3eme

## Audiences
| Diffusion                  | Diffusion | Match                | Match         | Match          | Compétition                                | Diffuseur | Audience moyenne | Audience moyenne | Réf.   |
| Jour                       | Heure     | Match                | Match         | Match          | Compétition                                | Diffuseur | Téléspectateurs  | PDA              | Réf.   |
| -------------------------- | --------- | -------------------- | ------------- | -------------- | ------------------------------------------ | --------- | ---------------- | ---------------- | ------ |
| Vendredi 17 septembre 2021 | 17:00     | Grèce                | 0-10          | France         | Qualifications pour la Coupe du monde 2023 | W9        | ?                | ?                |        |
| Mardi 21 septembre 2021    | 21:00     | Slovénie             | 2-3           | France         | Qualifications pour la Coupe du monde 2023 | W9        | 811 000          | 3,7 %            | [ 1 ]  |
| Vendredi 22 octobre 2021   | 21:00     | France               | 11-0          | Estonie        | Qualifications pour la Coupe du monde 2023 | W9        | 869 000          | 4,5 %            | [ 2 ]  |
| Mardi 26 octobre 2021      | 17:00     | Kazakhstan           | 0-5           | France         | Qualifications pour la Coupe du monde 2023 | W9        | ?                | ?                |        |
| Vendredi 26 novembre 2021  | 21:10     | France               | 6-0           | Kazakhstan     | Qualifications pour la Coupe du monde 2023 | W9        | 920 000          | 4,5 %            | [ 3 ]  |
| Mardi 30 novembre 2021     | 21:10     | France               | 2-0           | Pays de Galles | Qualifications pour la Coupe du monde 2023 | W9        | 1 024 000        | 5 %              | [ 4 ]  |
| Mercredi 16 février 2022   | 21:10     | France               | 5-0           | Finlande       | Tournoi de France 2022                     | W9        | 740 000          | 3,6 %            | [ 5 ]  |
| Samedi 19 février 2022     | 21:10     | France               | 2-1           | Brésil         | Tournoi de France 2022                     | W9        | 830 000          | 4,2 %            | [ 6 ]  |
| Mardi 22 février 2022      | 21:10     | France               | 3-1           | Pays-Bas       | Tournoi de France 2022                     | W9        | 777 000          | 3,7 %            | [ 7 ]  |
| Vendredi 8 avril 2022      | 20:45     | Pays de Galles       | 1-2           | France         | Qualifications pour la Coupe du monde 2023 | W9        | 799 000          | 3,8 %            | [ 8 ]  |
| Mardi 12 avril 2022        | 21:10     | France               | 1-0           | Slovénie       | Qualifications pour la Coupe du monde 2023 | W9        | 993 000          | 4,7 %            | [ 9 ]  |
| Samedi 25 juin 2022        | 21:10     | France               | 4-0           | Cameroun       | Amical                                     | W9        | 830 000          | 4,9 %            | [ 10 ] |
| Vendredi 1er juillet 2022  | 21:10     | France               | 7-0           | Viêt Nam       | Amical                                     | W9        | 1 006 000        | 6,2 %            | [ 11 ] |
| Dimanche 10 juillet 2022   | 21:00     | France               | 5-1           | Italie         | Euro féminin 2022 (Groupe D)               | TF1       | 4 440 000        | 24,7 %           | [ 12 ] |
| Jeudi 14 juillet 2022      | 21:00     | France               | 2-1           | Belgique       | Euro féminin 2022 (Groupe D)               | TF1       | 4 049 000        | 25,5 %           | [ 13 ] |
| Lundi 18 juillet 2022      | 21:00     | Islande              | 1-1           | France         | Euro féminin 2022 (Groupe D)               | TF1       | 4 299 000        | 24,2 %           | [ 14 ] |
| Samedi 23 juillet 2022     | 21:00     | France               | 1-0           | Pays-Bas       | Euro féminin 2022 (Quarts de finale)       | TF1       | 4 463 000        | 28,7 %           | [ 15 ] |
| Mercredi 27 juillet 2022   | 21:00     | Allemagne            | 2-1           | France         | Euro féminin 2022 (Demi-finale)            | TF1       | 6 229 000        | 32,6 %           | [ 16 ] |
| Vendredi 2 septembre 2022  | 17:00     | Estonie              | 0-9           | France         | Qualifications pour la Coupe du monde 2023 | W9        | ?                | ?                |        |
| Mardi 6 septembre 2022     | 20:45     | France               | 5-1           | Grèce          | Qualifications pour la Coupe du monde 2023 | W9        | 744 000          | 3,8 %            | [ 17 ] |
| Vendredi 7 octobre 2022    | 20:30     | Allemagne            | 2-1           | France         | Amical                                     | W9        | 756 000          | 3,8 %            | [ 18 ] |
| Mardi 11 octobre 2022      | 18:30     | Suède                | 3-0           | France         | Amical                                     | W9        | ?                | ?                |        |
| Vendredi 11 novembre 2022  | 21:10     | Norvège              | 1-2           | France         | Amical                                     | W9        | 675 000          | 3,6 %            | [ 19 ] |
| Mercredi 15 février 2023   | 21:10     | France               | 1-0           | Danemark       | Tournoi de France 2023                     | W9        | 709 000          | 3,7 %            | [ 20 ] |
| Samedi 18 février 2023     | 21:10     | France               | 5-1           | Uruguay        | Tournoi de France 2023                     | W9        | 680 000          | 3,9 %            | [ 21 ] |
| Mardi 21 février 2023      | 21:10     | France               | 0-0           | Norvège        | Tournoi de France 2023                     | W9        | 843 000          | 4,1 %            | [ 22 ] |
| Vendredi 7 avril 2023      | 21:10     | France               | 5-2           | Colombie       | Amical                                     | W9        | 1 160 000        | 6,3 %            | [ 23 ] |
| Mardi 11 avril 2023        | 21:10     | France               | 2-1           | Canada         | Amical                                     | W9        | 1 386 000        | 6,8 %            | [ 24 ] |
| Jeudi 6 juillet 2023       | 21:00     | République d'Irlande | 0-3           | France         | Amical                                     | W9        | 1 021 000        | 5,8 %            | [ 25 ] |
| Vendredi 14 juillet 2023   | 11:30     | Australie            | 1-0           | France         | Amical                                     | W9        | ?                | ?                |        |
| Dimanche 23 juillet 2023   | 12:00     | France               | 0-0           | Jamaïque       | Coupe du monde 2023 (Groupe F)             | M6        | 3 432 000        | 28,6 %           | [ 26 ] |
| Samedi 29 juillet 2023     | 12:00     | France               | 2-1           | Brésil         | Coupe du monde 2023 (Groupe F)             | France 2  | 4 294 000        | 36 %             | [ 27 ] |
| Mercredi 2 août 2023       | 12:00     | Panama               | 3-6           | France         | Coupe du monde 2023 (Groupe F)             | France 2  | 3 945 000        | 34,2 %           | [ 28 ] |
| Mardi 8 août 2023          | 13:00     | France               | 4-0           | Maroc          | Coupe du monde 2023 (Huitièmes de finale)  | M6        | 5 223 000        | 45,7 %           | [ 29 ] |
| Samedi 12 août 2023        | 9:00      | Australie            | 0-0 (7-6 tab) | France         | Coupe du monde 2023 (Quarts de finale)     | France 2  | 5 691 000        | 69,6 %           | [ 30 ] |